# Xabier Añua
Xabier Añúa Crespo, (Vitoria, Álava, 29 de mayo de 1935 - Vitoria, 4 de julio de 2025) fue un entrenador de baloncesto español.

## Biografía
Sus padres le permitieron jugar a baloncesto porque desconocían de qué deporte se trataba. Cuando fue a estudiar Económicas a Francia, siguiendo los consejos de su madre, aterrizó en Pau donde ya conocían el baloncesto.

### Trayectoria deportiva
En su juventud, Xabier Añúa fue jugador de varios equipos de baloncesto amateur de Vitoria, entre ellos el Sphaira que se convertiría en el germen del Phillips, subcampeón del Torneo de Educación y Descanso de la temporada 53-54. El Phillips se proclamó campeón de España de Tercera División en 1957, y al año siguiente logró el ascenso a Primera División (categoría entonces inferior a la llamada "División de Honor") ya con Xabier Añúa convertido en entrenador y con su nueva denominación de Club Deportivo Vitoria. Este equipo llegó a jugar la liguilla de ascenso a la División de Honor en 1965 junto al Águilas de Bilbao, el Hospitalet y el Canoe, aunque no consiguió su objetivo.
Al año siguiente el club pasó a formar parte de la Sociedad Deportiva Kas, presidida por Luis Knörr y que patrocinaba a un conocido equipo ciclista. El respaldo económico de la famosa empresa de refrescos Kas permitió el fichaje de dos jugadores estadounidenses de calidad como eran Bob Williams y John Mathis, con los que el SD Kas se proclamó campeón de Primera División sin perder un solo partido y ascendió así a la División de Honor en 1966.
A pesar de la prohibición de usar jugadores extranjeros, la primera temporada del Kas en la División de Honor fue un rotundo éxito al terminar la liga en quinto puesto y lograr clasificarse para la final de la Copa del Generalísimo al derrotar en semifinales al Joventut de Badalona, flamante campeón de liga. La apurada derrota por 80-85 en la final de copa frente al Real Madrid gracias a los 40 puntos del nacionalizado Clifford Luyk no empañaba el brillante debut del Kas en la máxima categoría, que le permitió además clasificarse para la Recopa en la que sería su primera participación en competición europea. Sin embargo, en la temporada siguiente el buen rendimiento en la liga (donde el Kas terminaría en cuarta posición) no fue suficiente para superar la decepción que supuso la eliminación en octavos de final de la Recopa frente al AEK BC griego. Dalmacio Langarica, importante directivo del equipo de ciclismo, convenció a Luis Knorr para cesar a Añúa y sustituirlo por Vicente Gallego, amigo personal de Langarica. La polémica por el cambio de entrenador desembocó en un boicot a los refrescos de la marca "Kas" en Vitoria, que finalmente provocó el traslado del club de baloncesto a Bilbao.
Fue nombrado entrenador del FC Barcelona en 1968, donde impulsó el fichaje de Aíto García Reneses, futuro técnico azulgrana. Su primera temporada en el club catalán se vio marcada por los constantes problemas causados por el americano Albie Grant, que desembocaron en la expulsión del jugador a mitad de campaña. Durante las tres temporadas siguientes el club no consiguió su objetivo de plantar cara al Real Madrid, ni siquiera con la nacionalización de los americanos Charles Thomas y Norman Carmichael en la temporada 1971-72 que solo le permitió alcanzar el subcampeonato de liga y las semifinales de la copa. Esa falta de éxitos y las fricciones con algunos directivos de la sección provocaron el cese de Xabier Añúa en el verano de 1972.
La temporada siguiente entrenó al Águilas de Bilbao, pero no consiguió evitar el descenso del club al terminar en última posición de la categoría. Su siguiente destino fue el Olympique de Antibes francés, donde ocupó el banquillo de 1973 a 1976. Su mejor resultado fue un cuarto puesto en la temporada 74-75, mientras que en la Copa Korac fue eliminado tres veces en la liguilla de cuartos. En 1976 decidió retirarse como entrenador.
Posteriormente fue directivo del Saski Baskonia, donde en 1984 decidió volver a los banquillos por una temporada. Bajo la denominación de "Caja de Álava", el Baskonia se proclamó campeón de la Copa de la Asociación frente al CAI de Zaragoza, su primer título; y alcanzó los cuartos de final de la liga ACB.
Fue desde 1968 profesor de táctica de la Escuela Nacional de Entrenadores, de la que luego fue director. También viajó a varios países como Chile, Venezuela y Colombia donde impartió cursos de entrenador y dirigió a las selecciones nacionales.
Fue fundador de la Asociación Española de Entrenadores de Baloncesto (AEEB) en el año 1973, formando parte desde el inicio de su Junta Directiva, de la que sigue siendo miembro como Vocal de Relaciones Institucionales.

### Trayectoria política
Fue presidente de la Gestora Pro Amnistía de Álava, candidato de Euskadiko Ezkerra en las elecciones constituyentes de 1977 y miembro fundador de la Mesa Nacional de Herri Batasuna como independiente.

### Trayectoria divulgativa musical
Fue pionero en la realización de programas de jazz en Radio Vitoria, en los años 50, en compañía de Luis Abaitua.

## Vida personal
Su padre fue el primer txistulari (persona que toca el txistu) que hubo en Vitoria.
Es hermano de Iñaki Añúa, creador y director del Festival de Jazz de Vitoria.

## Premios y reconocimientos
- 2017 Medalla de oro de la Asociación Española de Entrenadores de Baloncesto.[11]
- 2021 Makila de Honor del programa ‘Ondas de Jazz, entregado por la asociación cultural y musical Jazzargia, por su compromiso con la divulgación del Jazz.[12]
- 2022 Documental 'Xabier Añua, un vasco universal', con material elaborado por Pilar Ruiz de Larrea y Eloy González Gavilán.[13]